# 雅典-克拉克縣
雅典-克拉克縣（英語：Athens-Clarke County）是美国喬治亞州北部的一個縣，面積314平方公里，是全州最小的郡。根據2020年美國人口普查統計，共有人口12萬8,671人。縣治雅典。該縣成立於1801年，舊名克拉克縣，以紀念美國獨立戰爭英雄以利亞·克拉克。1990年實現市縣合併（本縣尚有一市尚有自己的政府）。
喬治亞大學位於本縣。